# Abraxesis
Abraxesis es un género de polillas monotípico perteneciente a la familia Geometridae. El género fue descrita por primera vez por George Hampson habiendo sido descrita en 1902. Su única especie, Abraxesis melaleucaria, se encuentra en India.